# Naval Air Force Atlantic

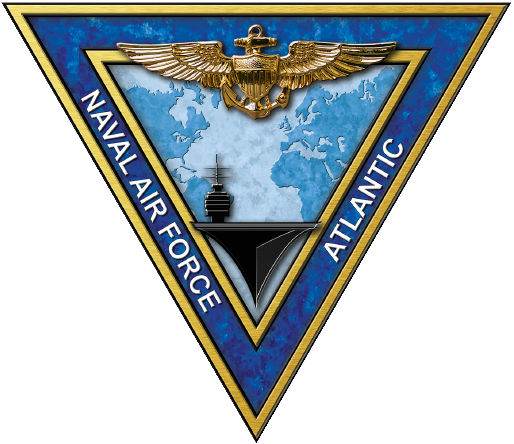

La Naval Air Force Atlantic (AIRLANT) es un mando (type commander) de la Armada de los Estados Unidos. Creado en 1943, tiene a su cargo las fuerzas aéreas de la United States Fleet Forces Command; y está compuesto por cuatro alas aéreas embarcadas y cinco portaaviones. Es su comandante el contraalmirante John F. Meier.

## Organización
| Alas aéreas embarcadas - Carrier Air Wing 2 (CVW-2) - Carrier Air Wing 7 (CVW-7) - Carrier Air Wing 8 (CVW-8) - Carrier Air Wing 17 (CVW-17) | Portaaviones - USS Dwight D. Eisenhower (CVN-69) - USS Harry S. Truman (CVN-75) - USS George H. W. Bush (CVN-77) - USS Gerald R. Ford (CVN-78) - USS John F. Kennedy (CVN-79) |